# Lista de igrejas de Canoas
Estas são algumas das igrejas localizadas na cidade de Canoas, no estado do RS, Brasil).

## Igrejas católicas
- Paróquia São Luís Gonzaga - Centro
- Paróquia Nossa Senhora Aparecida - Guajuviras
- Paróquia São Paulo Apóstolo - Niterói
- Paróquia Nossa Senhora do Caravaggio - Niterói
- Paróquia Santa Luzia - Estância Velha
- Santuário São Cristóvão - Igara
- Paróquia Nossa Senhora da Conceição - São Luís
- Paróquia Nossa Senhora de Fátima - Fátima
- Paróquia Imaculada Conceição - Rio Branco
- Paróquia Pio X - Mathias Velho
- Paróquia Nossa Senhora das Graças - Nossa Senhora das Graças
- Paróquia Nossa Senhora do Rosário - Marechal Rondon
- Paróquia Santa Maria Goretti -  Niterói
- Paróquia Santo Antônio -  Fátima
- Paróquia Sagrado Coração de Jesus -  Harmonia

## Igrejas evangélicas
Centro

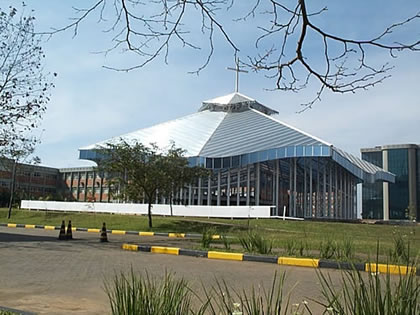
Capela da Ulbra

- Igreja Batista Filadélfia de Canoas - Rua Coronel Vicente, 1070 - Centro - Canoas/RS - (51) 3472.6252 - www.ibfcanoas.org.br
- Centro de Adoração em Canoas - Rua Vítor Barreto, 1030 - Centro - Canoas/RS

Mathias Velho
- Igreja Batista Aliança - Rua Santa Catarina, 1847 - Mathias Velho - Canoas/RS - www.ibacanoas.org.br
- Primeira Igreja Batista Bíblica Palavra Viva - R. Torres, 602 - Mathias Velho - Canoas /RS
- Igreja Batista Betel de Canoas - Av. Rio Grande do Sul, 1032 - Mathias Velho - Canoas/RS - www.batistabetelcanoas.hpg.ig.com.br
- Igreja Apostólica Despertai - Rua Nossa Senhora Aparecida, 1442, Bairro Mathias Velho - Canoas/RS
- Comunidade Evangélica de Confissão Luterana Mathias Velho - R. Mato Grosso, 31 - Mathias Velho - Canoas/RS
- Centro Missionário Mathias (CM CHURCH) - R. Padre Réus, 91 - Mathias Velho, Canoas/RS
- Comunidade Cristã Rio de Deus - R. Rio de Janeiro, 644 - Mathias Velho, Canoas /RS
- Igreja Visão Missionária - R. Florianópolis, 615 - Mathias Velho, Canoas/RS
- Igreja Evangélica Luterana São João - R. Carazinho, 310 - Mathias Velho, Canoas/RS

Harmonia
- Igreja Presbiteriana Independente - Rua Saldanha da Gama, 245 - Bairro Harmonia - Canoas/RS - Cel: (51) 91719437
- Primeira Igreja Batista Bíblica Fundamental -  R. Benjamin Franklin, 73 - Harmonia, Canoas /RS
- Igreja Batista da Paz - R. Cel. Camisão, 512 - Harmonia, Canoas /RS
- Igreja Boas Novas de Canoas - Av. Rio dos Sinos, 130 - Harmonia, Canoas /RS
- Ministério Brotando Vidas - R. dos Carpinteiros, 153 - Harmonia, Canoas/RS
- Igreja Efraim Canoas - R. Eng. Kindler, 2113 - Harmonia, Canoas/RS

Mato Grande
- Igreja Avivamento - R. República, 2357 - Mato Grande, Canoas/RS
- CEL São Lucas - R. Graciliano Ramos, 43 - Harmonia, Canoas/RS
- Sara Nossa Terra Canoas - R. República, 535 - Mato Grande, Canoas/RS

Fátima
- Igreja Batista Lagoinha Canoas - Av. Guilherme Schell, 3466 - Fátima, Canoas/RS
- Igreja de Confissão Evangélica - R. Antônio Ficagna, 1127 - Fátima, Canoas/RS
- Centro de Avivamento Para as Nações - R. Princesa Isabel, 479 - Fátima, Canoas/RS
- Igreja da União Jesus e Palavra - R. Diretor Augusto Pestana, 1386 - Fátima, Canoas/RS

Rio Branco
- Igreja Cristã Maranata - R. Cairu, 563 - Rio Branco, Canoas/RS
- Igreja do Nazareno em Canoas - R. Damas Antonio de Andrade, 195 - Rio Branco, Canoas/RS
- Igreja Casa da Benção de Canoas, R. Boa Saúde, 725, Rio Branco, Canoas/RS - (51) 9.8423-6990
- Igreja Evangélica Pentecostal Luz De Betel - R. Felipe Camarão, 408 - Rio Branco, Canoas/RS
- Igreja Evangélica Assembleia de Deus - R. Primavera, 2244 - Rio Branco, Canoas/RS
- Igreja Batista Ágape - R. José de Alencar, 548 - Rio Branco, Canoas/RS
- Ministério Visão de Reino - R. Primavera, 979 - Rio Branco, Canoas/RS
- Igreja Internacional da Graça de Deus - R. Mauá, 1061 - Rio Branco, Canoas/RS
- Ministério Avivamento Quadrangular - R. Mauá, 540 - Rio Branco, Canoas/RS
- Ministério Shekinah das Missões - R. Mauá, 95 - Rio Branco, Canoas/RS

Niterói
- Igreja Batista Filadélfia de Canoas - Rua Viena, 126 - Niterói - Canoas/RS - (51) 3475.7210
- Igreja Evangélica União das Assembleias de Deus - Rua Marechal Rondon, 619 - Bairro Niterói, Canoas/RS
- Igreja Unidos Pela Cruz - R. Garibaldi, 88 - Niterói, Canoas/RS

Marechal Rondon
- Igreja Novas de Alegria - Av. Santos Ferreira, 5460 - Mal. Rondon, Canoas/RS

Igara
- Casa de Oração - Av. Boqueirão, 696 - Igara - Canoas/RS
- Ministério Palavra Pura - R. Liberdade, 1541 - Mal. Rondon - Canoas/RS

Nossa Senhora das Graças
- Igreja Avivamento Canoas- Rua Fab,134, - Nossa Senhora das Graças - Canoas/RS

Estancia Velha
- Igreja Evangélica Comunidade Shalom - R. Julio Pereira de Souza, 1283 - Estancia Velha - Canoas/RS (51) 3463.8751
- Igreja Batista Filadélfia Jardim Atlântico - IBFJA - R. Cel. Lafayette Cruz, 653 - Estância Velha - Canoas/RS
- Templo da Família Canoas - R. Cel. Lafayette Cruz, 270 - Estância Velha - Canoas/RS
- Igreja Nova Esperança - R. Fernando Pessoa, 14 - Estância Velha - Canoas/RS
- Igreja Verbo da Vida Canoas - Av. A.J. Renner, 813 - Estância Velha - Canoas/RS
- Igreja TSA - R. Alexandre de Gusmão, 2050 - Estância Velha - Canoas/RS
- Igreja Casa Do Pão - R. Ernesto da Silva Rocha, 1901 - Estância Velha - Canoas/RS
- Igreja Pentecostal Despertai Cristo Vem - R. Alexandre de Gusmão, 1153 - Estância Velha - Canoas/RS

Olaria
- Ministério Redenção - Av. do Nazário, 1104 - Olaria - Canoas/RS
- Rhema Para As Nações - Av. do Nazário, 1438 - Olaria - Canoas/RS
- Igreja Cristã Maranata - R. Zulmiro Gomes da Silva, 10 - Olaria - Canoas/RS

Guajuviras
- Igreja Cruzada Canoas - R. 51, 4 - Guajuviras - Canoas/RS
- Igreja Divino Resgate - R. André Luiz dos Anjos Conceição, 15 - Guajuviras - Canoas/RS
- Igreja Cristã Casa da Vida - Av. Dezessete de Abril, 922 - Guajuviras - Canoas/RS
- CEVEC - R. Três, 35 - Guajuviras - Canoas/RS
- Igreja Primitiva Doutrina Divina - R. Três, 1094 - Guajuviras - Canoas/RS
- Igreja O Brasil Para Cristo - R. Quatro (Lote Guajuviras), 80 - Guajuviras - Canoas/RS
- Comunidade Cristã Hebrom - Av. Esperança, 1560 - Guajuviras - Canoas/RS
- Igreja Novas De Alegria - Av. Hispânica - Guajuviras, Canoas/RS

São Jose
- Comunidade Cristã Coram Deo - R. Ramiro Barcelos, 12 - São José - Canoas/RS

Ainda existem:
- Igreja Evangélica Assembleia de Deus (Mais de 80 templos na cidade)

- Igreja Adventista do Sétimo Dia (Mais de 10 templos na cidade)
- Congregação Cristã no Brasil - CCB (Mais de 10 templos na cidade)
- Igreja do Evangelho Quadrangular (Mais de 20 templos na cidade)
- Igreja Universal (Mais de 10 templos na cidade)

## Igrejas Ortodoxa
- Paróquia Ucraniana Ortodoxa Santíssima Trindade - Rua Protásio Alves, 454 - Niterói - Canoas/RS, 92120-160